# اندری لفچنکو
اندری لفچنکو (انگلیسی: Andriy Levchenko؛ زادهٔ ۱ ژانویهٔ ۱۹۸۵) بازیکن والیبال اهل اوکراین است.